# Laverde
La fiumara Laverde ( /laˈverde/, in dialetto calabrese Lavirdi) è una fiumara calabrese, che attraversi i comuni di Samo e Africo.